# 蓝精灵之歌
蓝精灵之歌，由瞿琮作词，郑秋枫谱曲，动画片《蓝精灵》的中文主题曲。1983年，广东电视台引进美国版《蓝精灵》，并配上了本土主题曲，该曲即是《蓝精灵之歌》。

## 创作背景
20世纪80年代，中国大陆引进了大量的欧美、日本动画片。1983年，广东电视台引进的动画片《蓝精灵》是其中一部，当时引进的是在美国制作的英文版。广东台引进该动画片时未使用原版主题曲，而是重新创作了本土主题歌，由广州军区政治部战士歌舞团创作，具体是瞿琮（时任歌舞团团长）和郑秋（时任副团长）创作。创作过程中，两人还曾误以为该动画片为日本动画片而创作了一首日本风格的歌曲，发现错误后，才重新创作出了这首脍炙人口的儿童歌曲。

## 所获荣誉
- 该曲曾获得首届全国少儿歌曲作品比赛银奖
- 1988年，该曲获得鲁迅文艺奖

## 网络改编
- 2009年，在网上流行的恶搞歌曲《草泥马之歌》即是由该曲重新填词形成。
- 2011年，随着电影《蓝精灵3D》的播出，网络上有掀起一次改编该曲的风潮[2]。